# João de Saldanha da Gama Melo Torres Guedes Brito
João de Saldanha da Gama Melo Torres Guedes Brito, sexto conde da Ponte, (Santos-o-Velho, 4 de dezembro de 1773 — Bahia, 24 de maio de 1809) foi um administrador colonial português.
Governou a capitania da Bahia, entre 1805 e 1809, e foi o responsável pela recepção da família real portuguesa no Brasil em 1808. Foi também o responsável pela implementação do Teatro de São João, em Salvador, obra iniciada em 1806, e inaugurado em 13 de maio de 1812, portanto mais de um ano antes da inauguração da mais importante casa de espetáculos da corte, o Real Teatro de São João, aberto em 12 de outubro de 1813.

## Ascendência
Neto por parte paterna de João de Saldanha da Gama e Joana Bernarda de Noronha e Lencastre.
Filho de Manuel de Saldanha da Gama e D. Francisca Joana Josefa da Câmara. Seu pai, antes de casar com D. Francisca, foi casado com D. Joana da Silva Guedes de Brito (de quem herdou o morgado Guedes de Brito), filha de Isabel Guedes de Brito e do coronel Antônio da Silva Pimentel.